# Carl-Eric Nyman
Carl-Eric Nyman, född 28 maj 1928 i Helsingfors, är en finländsk-svensk civilekonom och målare.
Han är son till häradshövdingen Karl Birger Nyman och Viola Odenwall och från 1949 gift med Birthe Møller. Nyman studerade vid Otte Skölds målarskola i Stockholm 1946 och vid Det Kongelige Danske Kunstakademi 1947–1948 samt vid École des Beaux-Arts i Paris 1949 och Konsthögskolan i Stockholm 1950 samt under studieresor till Spanien tillsammans med sin fru åren 1951–1953. Han medverkade i utländska konstnärers utställning på Konstnärshuset i Stockholm samt i HSB:s utställning God konst i alla hem och i samlingsutställningar på Liljevalchs konsthall. Separat debuterade han med en utställning på Galleri Finne i Helsingfors 1953. Hans konst består av stilleben, figurer, porträtt och landskap utförda i olja eller färgkrita.